# Hon
Hon je v zemědělství výraz pro rozměrné pole, které vzniklo likvidací mezí a dalších bariér oddělujících v krajině pozemky jednotlivých vlastníků. 
Tento způsob organizace hospodaření, který je nešetrný k zvěři i k půdě samotné (zvýšená eroze), byl průvodním znakem pozemkové reformy z 50. let 20. století. V dnešní době je snaha o návrat k zemědělské krajině rozrušené remízky a sítí polních cest. Tyto aktivity většinou selhávají na neochotě vlastníků a uživatelů pozemků, pro které jsou hony jednodušší na obdělávání.

## Slovníková definice
Hony = všecka pole, luka, vinice i lesy k jedné vsi neb městu přináležející, aneb jen díl, strana nějaká. (str.458)